# Albert Bülow
Pour les articles homonymes, voir Bülow.
Albert Bülow, né le 22 juin 1883 à Stettin et mort le 10 février 1961 à Geesthacht près de Hambourg, est un homme politique allemand de la République de Weimar. Membre du Parti social-démocrate d'Allemagne (SPD), il est député au Reichstag (Parlement) durant les IIIe et IVe législatures, de 1925 à 1930.

## Carrière
Ayant suivi une formation de constructeur mécanique, Bülow devient Secrétaire au Travail (du 1er mai 1910 au 1er septembre 1919) puis président (du 1er septembre 1919 au 1er avril 1925) de l'arrondissement de Franzburg-Barth (Poméranie occidentale) ; il est également membre du parlement provincial de Poméranie (de) ainsi que du Conseil d'État prussien.
Le 31 mars 1925, il remplace au Reichstag de la République de Weimar le député August Horn (de) (1866–1925), mort le 26 du même mois.
En avril 1933, en mai 1937 puis en juillet 1944, Bülow effectue de courts séjours en prison. Après la Seconde Guerre mondiale, il s'installe à Hambourg, où il décède en 1961.